# Comissió Nacional per la Lluita contra el Genocidi
La Comissió Nacional per la Lluita contra el Genocidi (francès: Commission Nationale de Lutte contre Ie Genocide, kinyarwanda: Komisiyo y'Igihugu yo Kurwanya jenoside, CNLG) és una organització de Ruanda que es refereix al Genocidi de Ruanda de 1994. Esta involucrada en estudiar el que va passar. La seva missió és preservar la memòria dels crims i estudiar com es pot evitar. L'organització té mandat per l'article 179 de la Constitució de Ruanda.
Una de les seves accions va ser crear el Centre Memorial del Genocidi a Kigali que van aconseguir en col·laboració amb el consell de la ciutat i l'Aegis Trust. Aegis Trust ara gestiona el centre.